# Новое Сумароково (Тетюшский район)
 Новое Сумароково  — опустевшая деревня в Тетюшском районе  Татарстана.  Входит в состав Жуковского сельского поселения.

## География
Находится в юго-западной части Татарстана на расстоянии приблизительно 17 км на западо-юго-запад по прямой от районного центра города Тетюши.

## История
Опустевшая русская деревня. Была основана в XVIII веке.

## Население
Постоянных жителей насчитывалось в 1859 году — 111, в 1897 году — 153, в 1908 году — 181, в 1920 году — 176, в 1926 году — 233, в 1938 году — 234, в 1949 году — 119, в 1958 году — 105, в 1970 — 59, в 1979 — 23, в 1989 — 3. Постоянное население составляло 1 человек (русской национальности) в 2002 году, 0 в 2010.